# Marceli Derengowski
Marceli Derengowski (ur. 4 listopada 1930, zm. 12 stycznia 2021 w Gnieźnie) – polski artysta plastyk, malarz, pedagog. Uprawiał rysunek, rzeźbę, malarstwo olejne, akrylowe i akwarelowe.

## Życiorys
Ukończył Państwowe Liceum Sztuk Plastycznych w Szczecinie, następnie Studium Nauczycielskie na Wydziale Rysunku i Malarstwa w Katowicach. Studiował na Wyższej Szkole Pedagogicznej w Gdańsku, na Wydziale Wychowania i Nauczania Plastyki. W 1979 uzyskał stopień doktora nauk pedagogicznych na Uniwersytecie im. Adama Mickiewicza w Poznaniu. Nauczał rysunku i estetyki w gnieźnieńskich szkołach średnich. Związany był również z poradnią psychologiczno-pedagogiczną w Gnieźnie.
Od 1945 pozostawał czynny artystycznie. W 1980 zainicjował powstanie Klubu Plastyka-Amatora w gnieźnieńskim Miejskim Ośrodku Kultury. Klubem kierował do 1998. Od roku 2000 w twórczości stosował konwencję „abstrakcji figuratywnej”. Prace wystawiał we własnej galerii „Art Marcello Galeria”.
W 2020, z okazji 90. urodzin i 75 lat aktywności artystycznej, w Starym Ratuszu w Gnieźnie odbyła się wystawa retrospektywna części jego dorobku, liczącego ponad 1000 obrazów.
Był członkiem Związku Polskich Artystów Polskich, Stowarzyszenia Akwarelistów Polskich i Związku Polskich Twórców Sztuki.
Wyróżniony został odznaką honorową „Zasłużony dla Kultury Polskiej” (2010), Brązowym Medalem „Zasłużony Kulturze Gloria Artis” (2019) i Medalem Koronacyjnym miasta Gniezna.
Zmarł 12 stycznia 2021. Pochowany na cmentarzu św. Piotra i Pawła w Gnieźnie.